# Ayman Ben Hassine
Ayman Ben Hassine (8 de novembre de 1980) és un ciclista tunisià, professional del 2008 al 2009. Va guanyar diferents campionats nacionals, tant en ruta com en contra-rellotge.

## Palmarès
- 2004
  -  Campió de Tunísia en ruta
  - Vencedor d'una etapa a la Volta a Egipte
- 2005
  -  Campió de Tunísia en ruta
  - Vencedor d'una etapa a la Volta a Egipte
- 2006
  - Vencedor d'una etapa al Tour dels Aeroports
  - Vencedor d'una etapa a la Volta al Marroc
- 2007
  -  Campió de Tunísia en ruta
  -  Campió de Tunísia en contrarellotge
  - Vencedor d'una etapa a la Volta a Egipte
  - Vencedor d'una etapa a la Volta a Líbia
- 2008
  -  Campió de Tunísia en contrarellotge
  - 1r al Gran Premi Messaeed
  - 1r al Gran Premi de Doha
  - Vencedor de 2 etapes a la Volta a Egipte
  - Vencedor de 2 etapes al Tour de la Pharmacie Centrale
  - Vencedor d'una etapa al Cycling Golden Jersey
- 2009
  - 1r al H. H. Vice-President's Cup
  - 1r a l'Emirates Cup